# Compressorhead
Compressorhead, est un groupe de rock allemand, originaire de Berlin. Formé en 2013 par Frank Barnes, il est composé de six robots nommés Mega-Wattson (chant), Fingers (guitare), Hellgå Tarr (guitare), Bones (guitare basse), Stickboy (batterie) et Junior (batterie).

## Histoire
Les 4 premiers robots (Stickboy, Junior, Fingers et Bones) ont été construits entre 2007 et 2012.
La première performance live, en mars 2012, a été diffusée par la chaîne allemande RTL. Les robots-musiciens ont interprété des chansons d' AC/DC.
En 2017, Mega-Wattson, interprété par John Wright, devient chanteur. Hellgå Tarr, un second guitariste, rejoint aussi le groupe. Enfin, cette même année, un premier album nommé Party Machine sort,.

## Album
- Party Machine, sorti en 2017